# Ciborio di Santo Stefano Vecchio di Fiano Romano

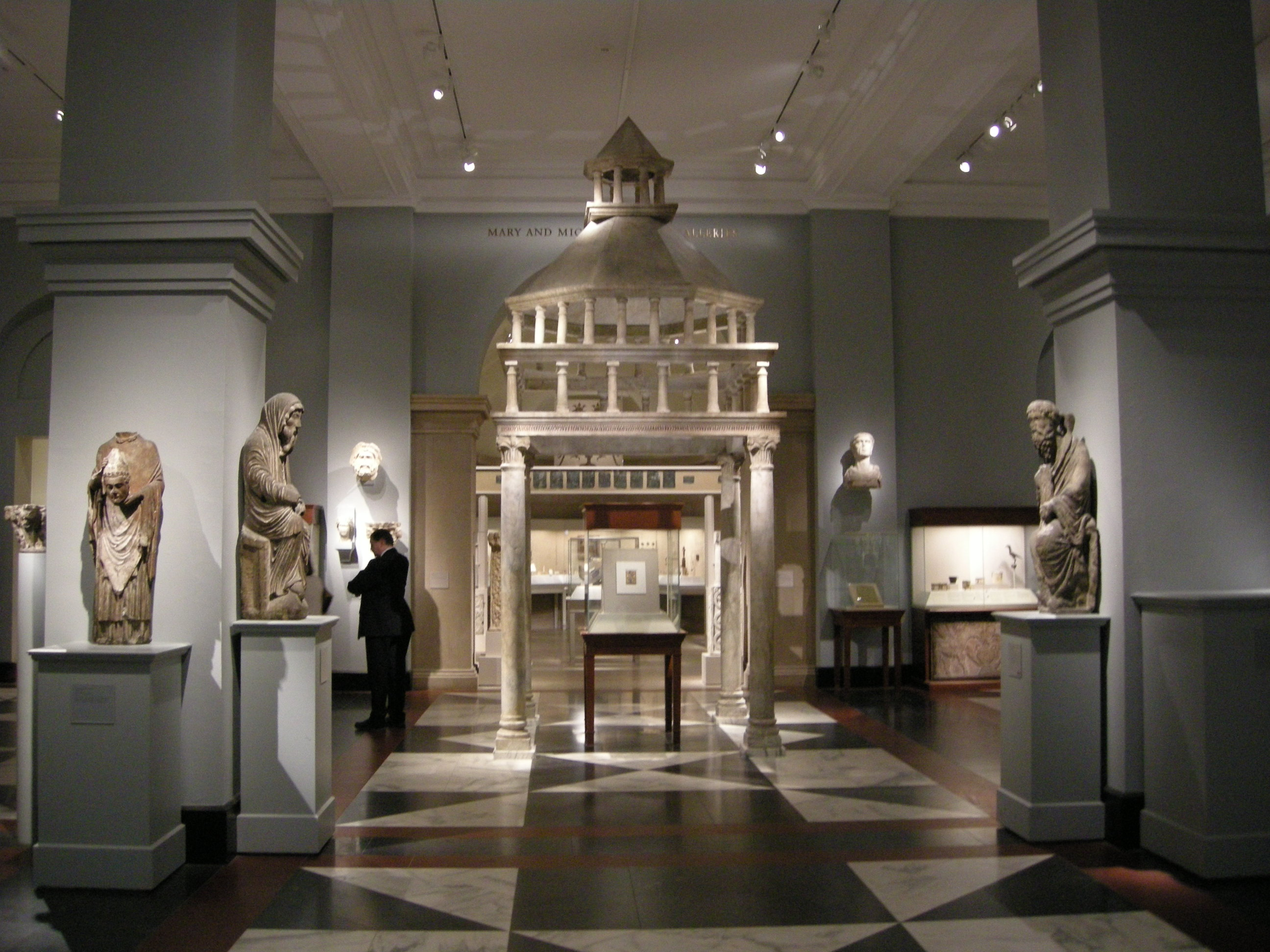
Il Ciborio di Santo Stefano Vecchio di Fiano Romano conservato al Metropolitan Museum of Art di New York

Il Ciborio di Santo Stefano Vecchio di Fiano Romano è un baldacchino di marmo datato intorno al 1150, collocato originariamente nella Chiesa di Santo Stefano Vecchio a Fiano Romano ed ora conservato al Metropolitan Museum of Art di New York. 

## Storia
La Chiesa di Santo Stefano Vecchio si trova circa ad un chilometro dal borgo medievale di Fiano Romano ed è probabilmente la più antica presente sul territorio comunale.
Alla fine del XIX secolo questa chiesa subì un declino e fu via via abbandonata nell'uso da parte dei fedeli e del clero, sia per la sua posizione decentrata rispetto al centro abitato sia anche per le leggi sabaude di scioglimento delle corporazioni religiose e relativa confisca dei beni ecclesiastici. Così nel 1888 la chiesa fu sconsacrata e poi nel 1889 venduta a privati.
L'altare maggiore della Chiesa era sovrastato da un ciborio, ossia un bandacchino di marmo che aveva lo scopo di enfatizzare il momento più sacro della liturgia religiosa, la transustanziazione del corpo di Cristo.
Dopo la sconsacrazione della Chiesa nel 1888 il ciborio scomparve misteriosamente per ricomparire prima nel Collegio Irlandese di Roma poi, verso il 1903, nella casa di Henry W. Poor a Gramercy Park a New York e quindi nel 1909 fu acquistato dal Metropolitan Museum of Art di New York per 7100 dollari (equivalenti a circa 224000 dollari nel 2022), dove tuttora è conservato ed esposto come uno dei pezzi migliori dell'arte medievale della collezione del museo.

## Descrizione
Il Ciborio della Chiesa Santo Stefano Vecchio di Fiano Romano fu realizzato intorno al 1150 circa da Nicolaus Ranucius (Ranierius) e i suoi figli, Giovanni e Guittone.
Questo è una semplice ed elegante struttura quadrilatera in marmo bianco, che raggiungeva originariamente un'altezza di oltre quattro metri e larga quattro metri: su una piattaforma quadrata marmorea (andata persa una volta che il Ciborio fu rimosso dalla Chiesa) poggiavano quattro colonne a capitelli corinzi a sostegno di un'ariosa e dinamica copertura a “gabbia” con tre portici. Il primo portico è quadrato, il secondo ottagonale, entrambi con ventiquattro colonnine doriche.
Un tetto pieno a forma di piramide tronca sostiene il portico più elevato e più piccolo: su una base quadrata s'innestano otto colonnine doriche che reggono una piramide poligonale a tetto pieno al cui apice era infissa una sfera di marmo, andata perduta con lo spostamento. 
Una fascia policroma musiva di tessere di porfido, serpentino e paste vitree dorate guarniva la piattaforma e la prima cornice quadrata.

## Curiosità
- A Fiano Romano, per indicare che si sono presi tutto non avendo rispetto di niente e nessuno, si utilizzà il detto dialettale:

Se sò rubbati pure il ciborio
- Nel 2015, dopo che tramite una ricerca di un'Associazione locale era stato rinvenuto il Ciborio al Metropolitan Museum of Art di New York, l'allora Sindaco di Fiano Romano Ottorino Ferilli inviò una lettera[7] al Ministro per i Beni Culturali Dario Franceschini chiedendo di provare a riportare a Fiano Romano il Ciborio:

Le chiedo, dunque, in virtù della linea strategica da Lei promossa, di riportare l'arte in quello che è il suo luogo d'origine, di aiutare questa Amministrazione nel tentativo di riportare un'opera d'arte, di valore storico e culturale inestimabile, nel suo luogo d'origine: Fiano Romano.

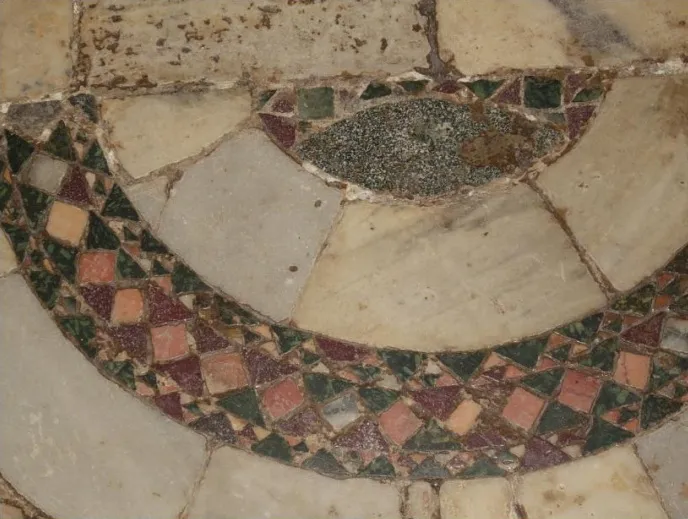
Pavimento cosmatesco presso Santo Stefano Vecchio a Fiano Romano

- Pavimento cosmatesco presso Santo Stefano Vecchio a Fiano RomanoIl ritrovamento del Ciborio ha condotto ad alcune ricerche all'interno della Chiesa che hanno portato alla luce alcuni lacerti di pavimento musivo riferibili ad opere cosmatesche databili tra la fine del XII e i primi decenni del XIII secolo[8].